# Mynämäki
Mynämäki (Virmo en suédois) est une municipalité du sud-ouest de la Finlande, dans la province de Finlande occidentale et la région de Finlande du Sud-Ouest.

## Géographie

Carte des fusions municipales de Mynämäki. Karjala a rejoint Mynämäki en 1977 et Mietoinen en 2007.

Le centre administratif est situé à 32 km au nord de la capitale provinciale Turku, traversé par la nationale 8. L'essentiel des 8 000 hectares de champs cultivés est concentré à proximité immédiate du village, le reste de la commune étant plus sauvage. La municipalité est l'une des 7 communes qui convergent vers l'heptapoint de Kuhankuono, dans le Parc national de Kurjenrahka.
Elle a largement augmenté sa superficie en 1977 avec le rattachement de la municipalité rurale de Karjala, et de même en 2007 avec le rattachement de Mietoinen.
Les municipalités voisines sont Nousiainen au sud-est, Pöytiä au nord-est, Eura au nord-est (Satakunta), Laitila au nord et Vehmaa à l'ouest.

## Démographie
Depuis 1980, l'évolution démographique de Mynämäki est la suivante, :
| Année      | 1980  | 1985  | 1990  | 1995  | 2000  | 2005  |
| ---------- | ----- | ----- | ----- | ----- | ----- | ----- |
| population | 7 359 | 7 436 | 7 667 | 7 871 | 7 870 | 8 058 |

| Année      | 2010  | 2015  | 2020  |
| ---------- | ----- | ----- | ----- |
| population | 8 041 | 7 859 | 7 653 |

## Politique et administration

### Conseil municipal
Les sièges des 35 conseillers municipaux sont répartis comme suit:
| Parti                            | Parti                              | Sièges 2021–2025 |
| -------------------------------- | ---------------------------------- | ---------------- |
|                                  | Parti social-démocrate de Finlande | 5                |
|                                  | Vrais Finlandais                   | 6                |
|                                  | Parti de la Coalition nationale    | 6                |
|                                  | Parti du centre                    | 13               |
|                                  | Ligue verte                        | 2                |
|                                  | Alliance de gauche                 | 2                |
|                                  | Chrétiens-démocrates               | 1                |
|                                  | Mouvement maintenant               | 0                |
| Sources : tulospalvelu.vaalit.fi |                                    |                  |

## Lieux et monuments
- Église de Mynämäki
- Église de Mietoinen
- Parc national de Kurjenrahka

### Subdivisions
Les villages de Mynämäki sont les suivants :
- villages de l'ancienne commune de Mietoinen: Aarlahti, Antikkala, Haijainen, Harainen, Heikkilä, Hietamäki, Hiippavuori, Hiivola, Hirmuinen, Hämäläinen, Kaivattula, Kaskinen, Katavainen, Karkoinen, Kaukurla, Kaulakko, Kauvainen, Kivivuori, Koivisto, Kumiruona, Kuneinen, Kurina, Kuuskorpi, Laukola, Lehtinen, Leinakkala, Mannuinen, Mietoinen, Nummi, Orkovakkinen, Palokylä, Pursila, Pyhe, Pyhäranta, Rantavakkinen, Raukkaa, Rauvola, Ravea, Runoinen, Ruonkallio, Saari, Soukko, Sukoinen, Sydänperä, Tavastila, Telkinmäki, Tervoinen, Tiirola, Tuokila, Uhlu, Valaskallio, Vähäkylä.
- villages de l'ancienne commune de Mynämäki: Aakula, Asema, Haapainen, Haloila, Halso, Huoli, Hurula, Ihalainen, Jutila, Juva, Kalela, Karhula, Karjakoski, Kasurla, Kattelus, Keijainen, Kintikkala, Kivikylä, Kivistönmäki, Korvensuu, Kukola, Kälälä, Laavainen, Lankkinen, Lemmettylä, Lepistö, Liuskallio, Majalainen, Maunula, Mielismäki, Munnuinen, Munttinen, Mustila, Myllykylä, Mäenkylä, Nakkila, Neuvoinen, Nihattula, Nihdeinen, Nukkila, Nuuskala, Pahikkala, Palolainen, Parsila, Pellilä, Perpoinen, Pursinen, Rahkola, Raimela, Ruotsinmäki, Ruutila, Seppälä, Sunila, Suorsala, Tammisto, Tapaninen, Tarvainen, Tiuvainen, Tursunperä, Vallainen, Vihtamäki, Värräinen
- villages de l'ancienne commune de Karjala: Haankylä, Haanperä, Kalela, Karjala, Karppinen, Ketelinen, Laajoki, Lemmi, Sairinen, Salavainen, Suojoki, Suutila, Tallola, Vehmalainen, Vuoloinen

## Personnalités
- Magnus II Tavast
- Johan Gadolin
- Daniel Juslenius
- Antti Lizelius
- Eemil Arvi Saarimaa
- Toivo Sukari
- Pentti Kyrölä
- Frans Engelbert Lindström

## Jumelages
| Ville | Ville              | Pays | Pays    | Période     |
| ----- | ------------------ | ---- | ------- | ----------- |
|       | Commune de Paikuse |      | Estonie | depuis 1991 |

## Galerie

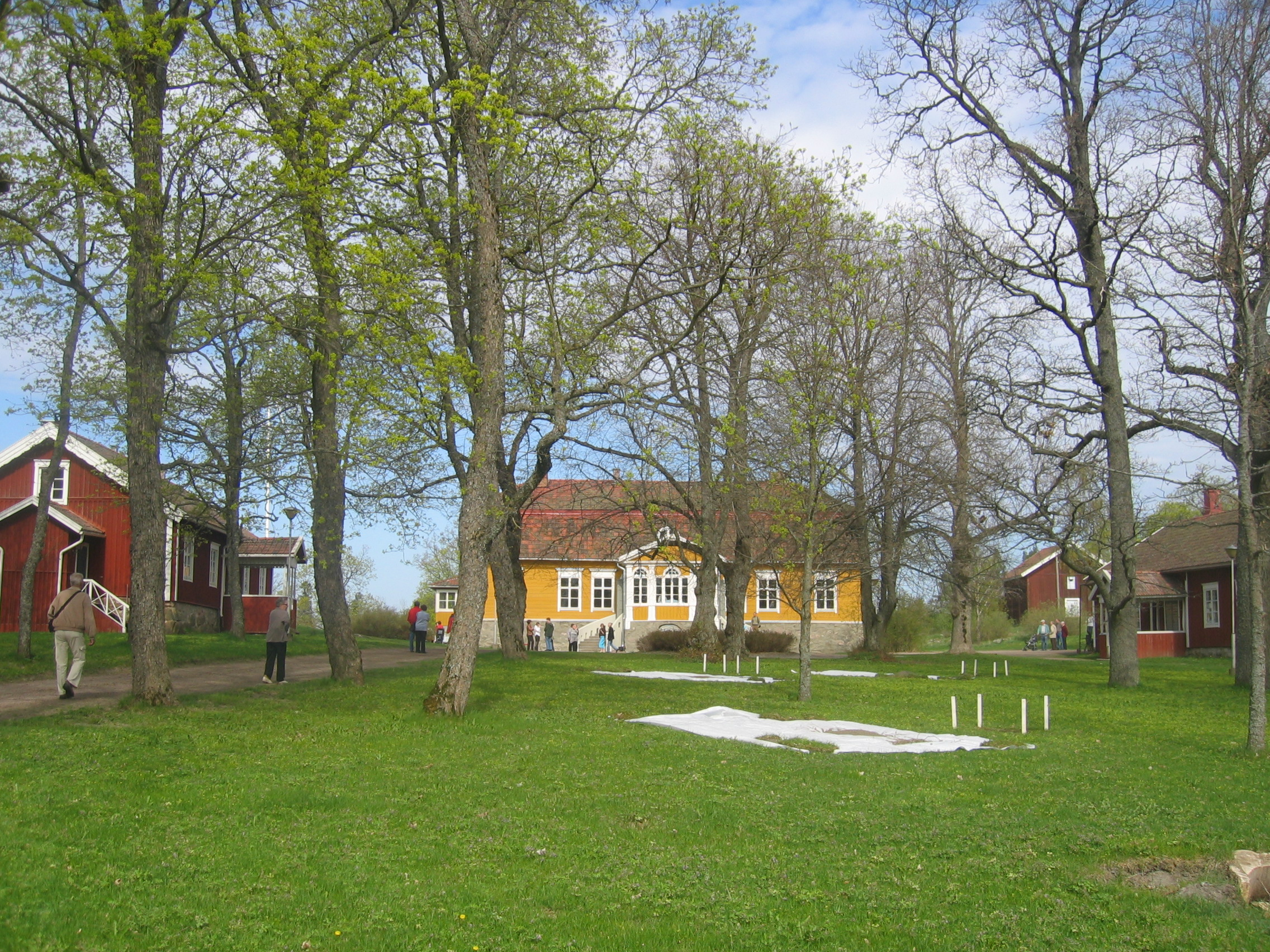
Manoir de Saari à Mietoinen.
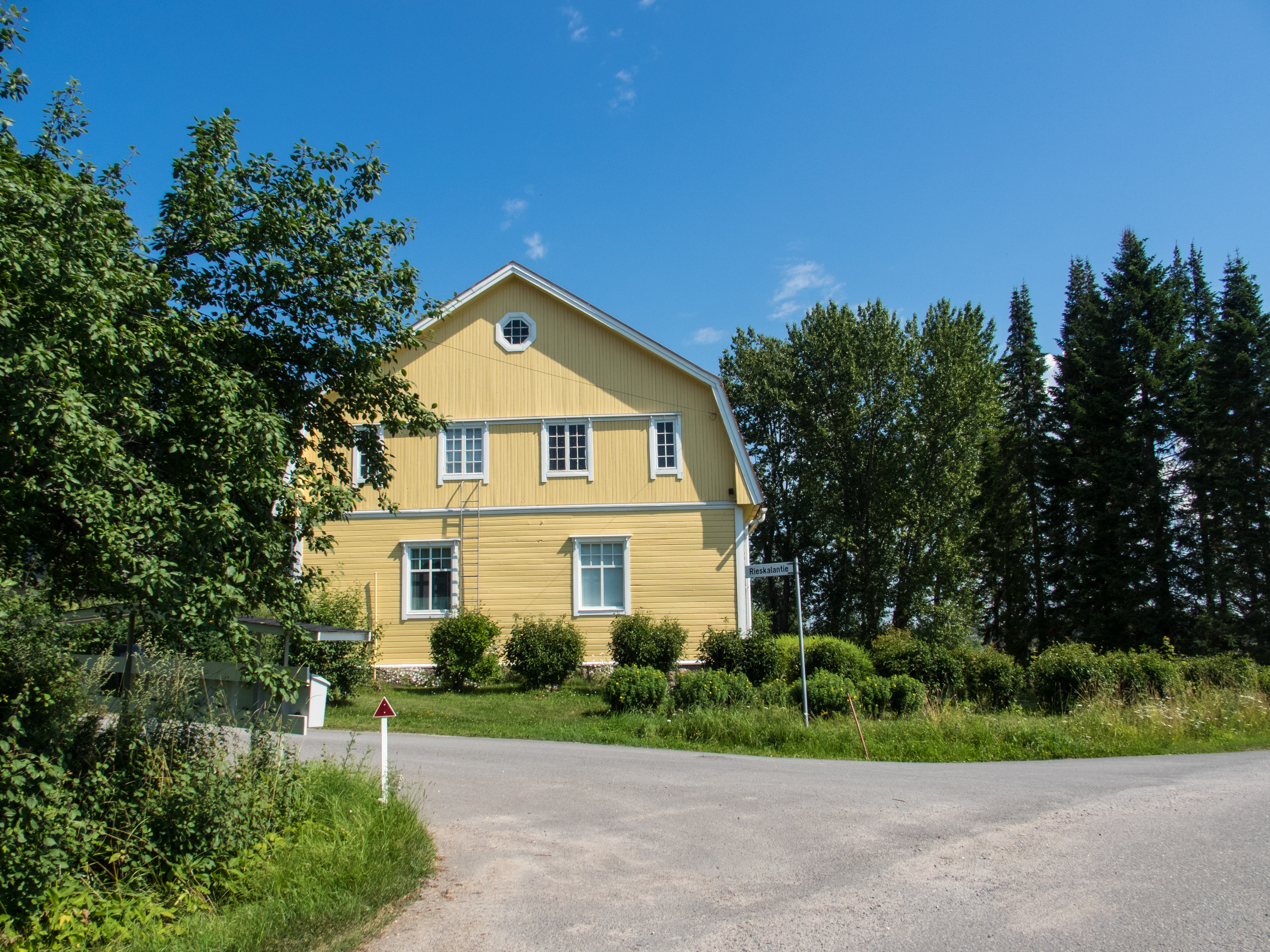
Village de Kaulakko.
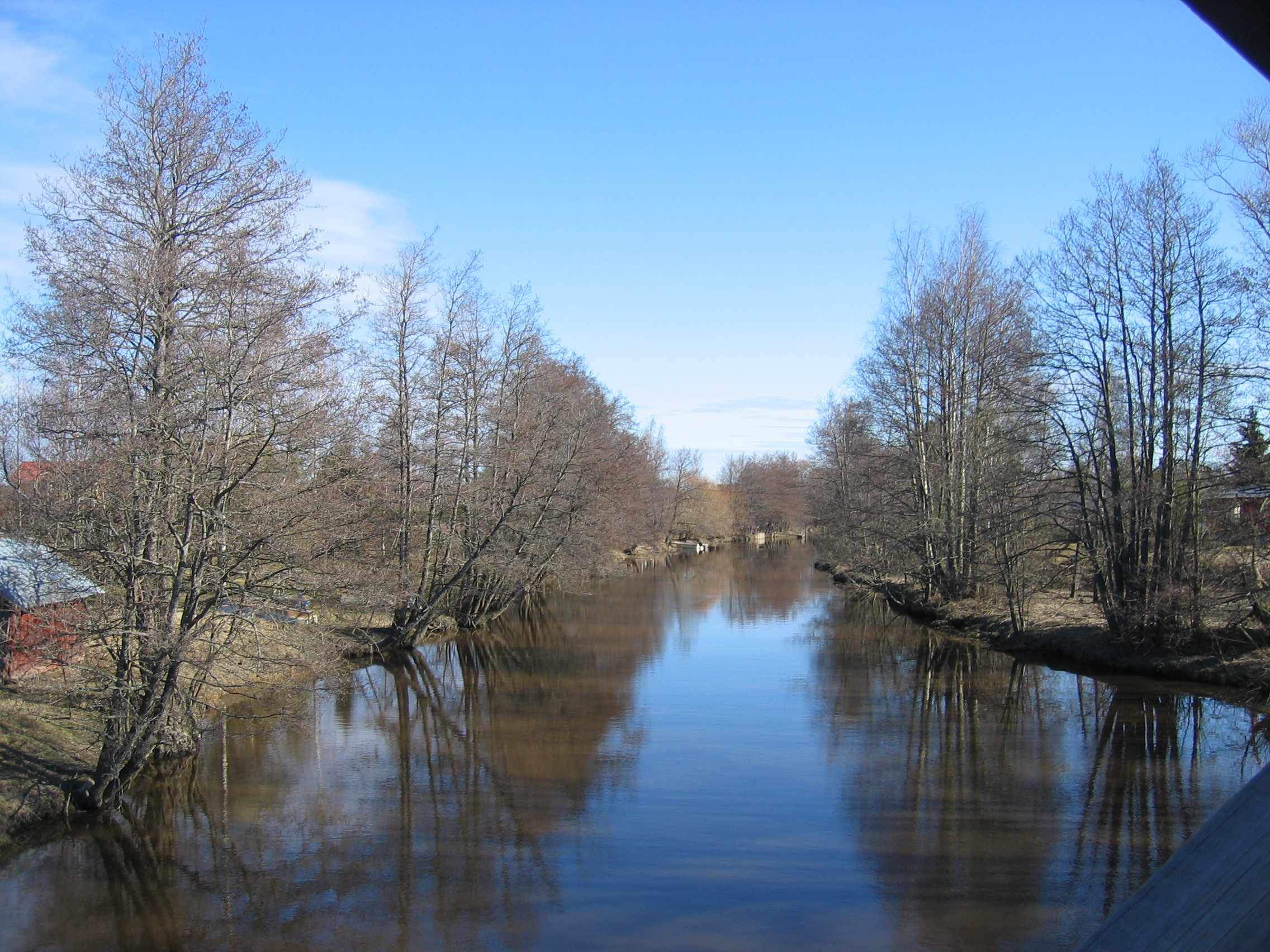
Laajoki.
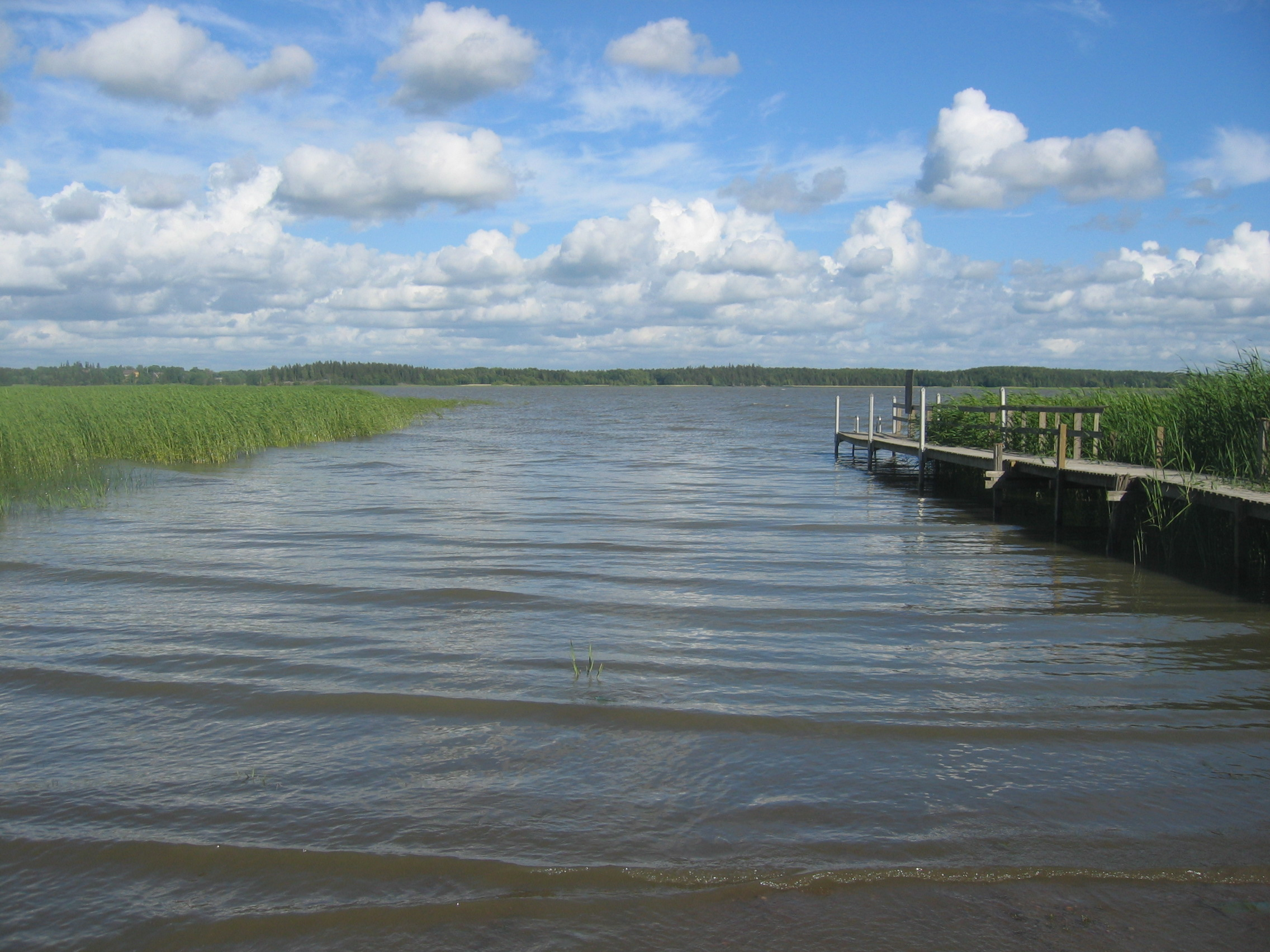
Baie Aarlahti.
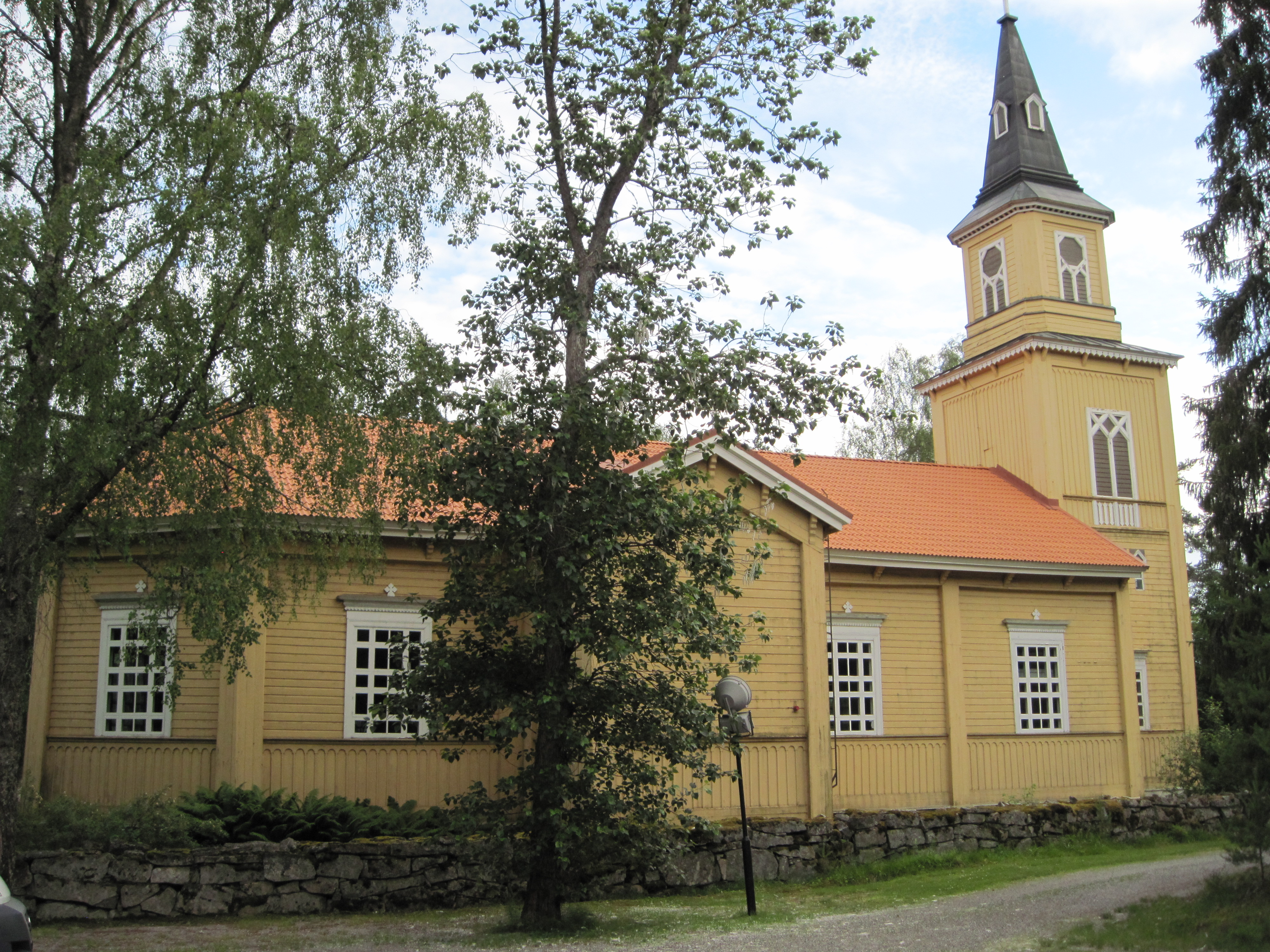
Église de Karjala.
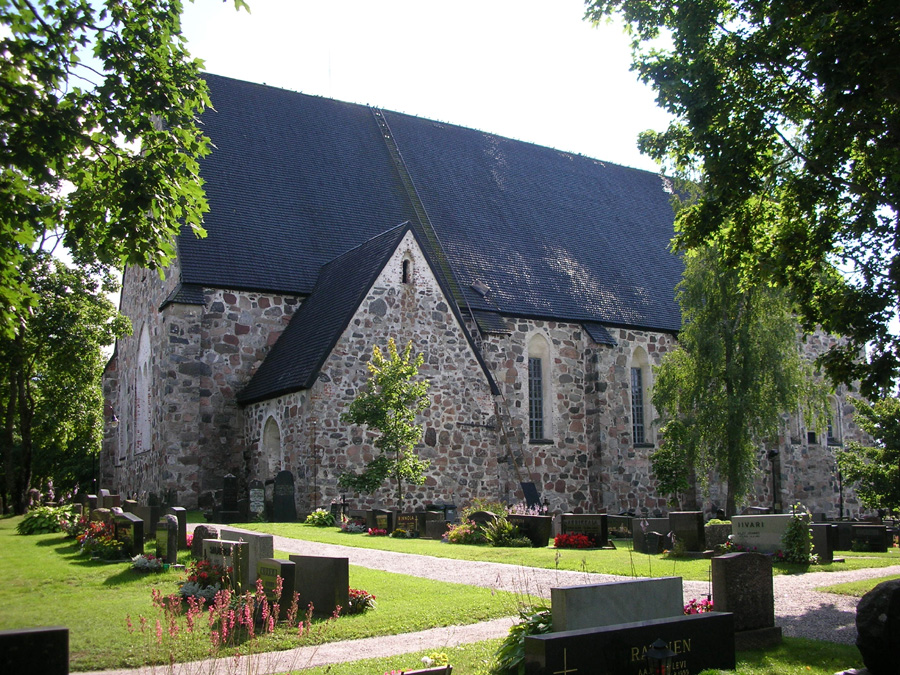
Église de Mynämäki.
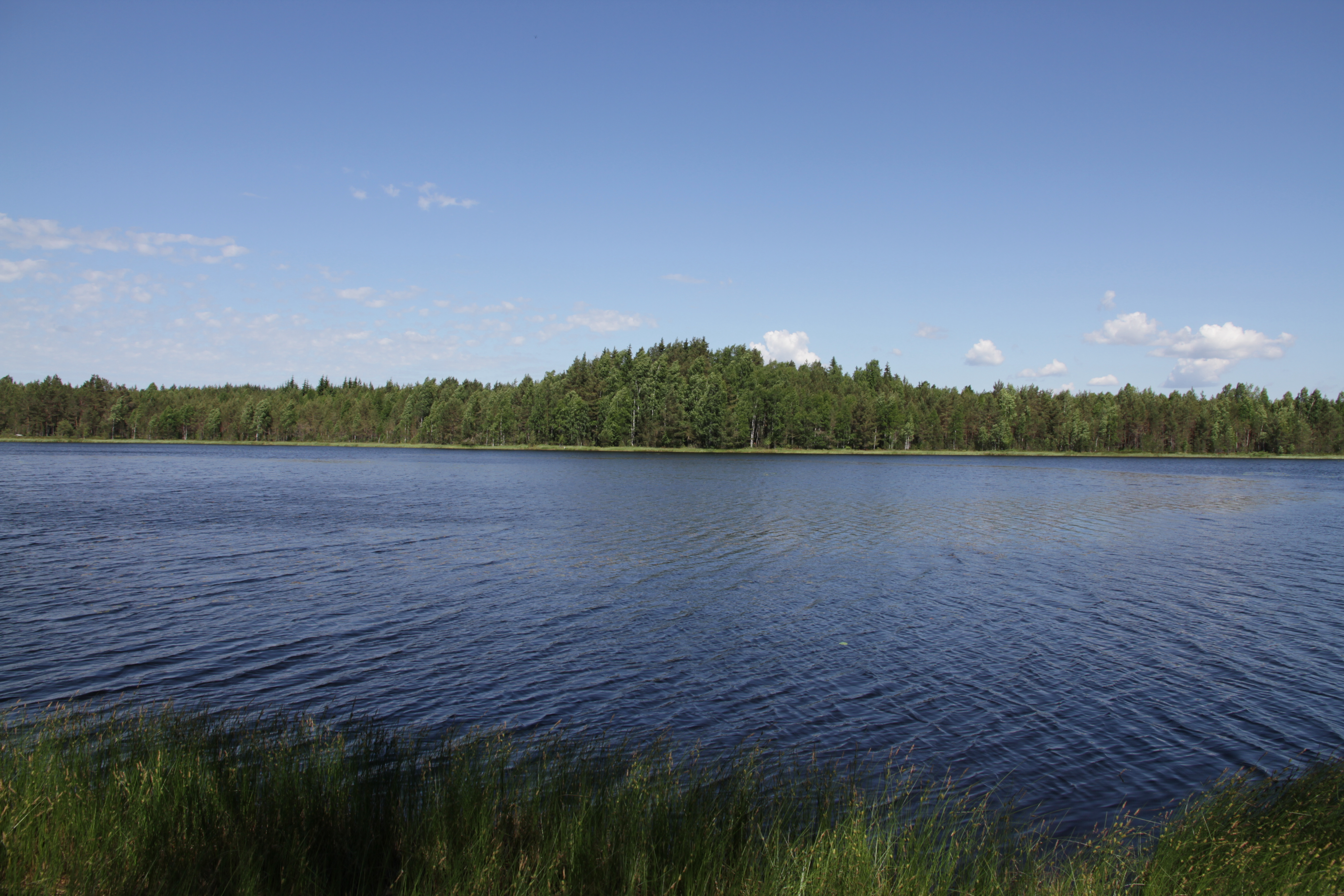
Lac Hirvijärvi.
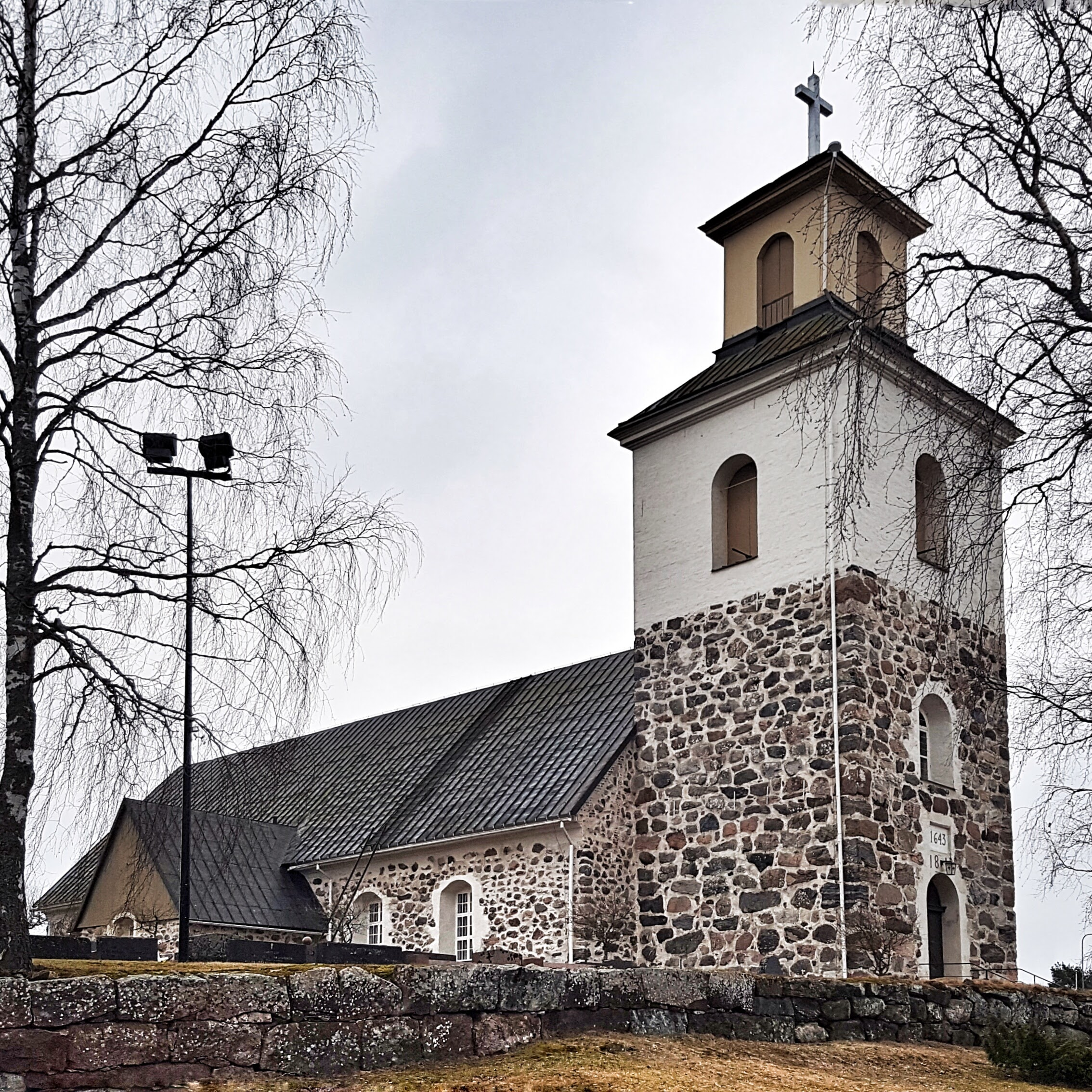
Église de Mietoinen.